# Patras
Patras (nowogr. Πάτρα, Patra; gr. staroż. Πάτραι, Pátrai) – trzecie pod względem wielkości miasto Grecji (największe na Peloponezie), w administracji zdecentralizowanej Peloponez, Grecja Zachodnia i Wyspy Jońskie, siedziba administracyjna regionu Grecja Zachodnia, jednostki regionalnej Achaja oraz gminy Patras. W 2011 roku liczyło 167 446 mieszkańców. Leży nad Zatoką Patraską, drugi co do wielkości grecki port morski (po Pireusie). Posiada połączenia promowe z Wyspami Jońskimi i Włochami (Ankoną, Brindisi, Bari, Triestem i Wenecją). Dworzec kolejowy przy centralnym Molo św. Mikołaja (nowogr. Αγίου Νικολάου). Araxos National Airport (Krajowy Port Lotniczy „Araksos”), 33 km na zachód-południowy zachód, na przylądku Araksos).

## Kultura, nauka i zabytki
Monumentalna neobizantyjska bazylika archikatedralna św. Andrzeja. Uniwersytet Patraski (ponad 24 000 studentów na 22 wydziałach, kampus w dzielnicy Rion), Teatr Miejski Apollon (kopia mediolańskiej La Scali, proj. Ziller). Miasto słynie z barwnej ulicznej parady, uroczyście kończącej karnawał, oraz latem, z antycznych przedstawień teatralnych. Na górnym (starym) mieście dominuje średniowieczny zamek bizantyjski (z około VI wieku), natomiast w bliskim sąsiedztwie, z czasów starorzymskich zachował się odeon (160 p.n.e.), stadion i akwedukt. W mieście liczne pomniki, m.in. hiszpańskiego pisarza M. de Cervantesa, autora powieści Don Kichot i uczestnika bitwy pod Lepanto. W miejscowości znajduje się latarnia morska i muzeum archeologiczne.

## Historia
Miasto (Colonia Aroe Augusta) założył w 14 p.n.e. cesarz rzymski Oktawian August, osiedlając weteranów i częściowo ludność grecką z Achai i Lokrydy Ozolskiej. W II wieku n.e. miasto było ośrodkiem produkcji tkanin lnianych. W VI wieku najpierw kataklizm trzęsienia ziemi, a później najazd Słowian i Awarów zadają miastu dotkliwe szkody. Na początku IX w. cesarz bizantyjski Nicefor I Genik nadaje Patrze tytuł metropolii, w 2. połowie tego wieku w mieście znajdowała się także mennica. Długie lata panowania Wenecjan i Turków przyczyniło się do wyniszczenia miasta i Peloponezu. W 2. połowie XIX w. Patras zasłynęło z destylarni koniaków.

## Święty Andrzej
W czasach Nerona, po Zesłaniu Ducha Świętego, przybył do Patras św. Andrzej (nowogr. Αγίου Ανδρέα), aby szerzyć chrześcijaństwo. Nauczał w Poncie i Bitynii (zachodnia Turcja) oraz w Tracji (Bułgaria), Scytii (dolny bieg Dunaju) i Grecji, gdzie, tu, w Patras, w 65 lub 70 został aresztowany i skazany na ukrzyżowanie głową w dół, na krzyżu w kształcie litery „X” (X od Χριστός – Chrystus; stąd krzyż św. Andrzeja). Wyrok męczeńskiej i haniebnej śmierci, św. Andrzej przyjął z wielką radością, bowiem cieszył się niezmiernie, że umrze na krzyżu jak Jezus. Liturgia bizantyjska określa św. Andrzeja przydomkiem Protokleros („pierwszy powołany”, gdyż obok św. Jana, pierwszy został przez Chrystusa wezwany na Apostoła). Achajów rozpiera duma, że ich pierwszym metropolitą był św. Andrzej. Po burzliwych dziejach, relikwie głowy apostoła oraz relikwie krzyża, na którym umarł św. Andrzej są przechowywane w prawosławnej bazylice archikatedralnej, ukończonej w 1974, według tradycji w miejscu kaźni świętego.

## Podział administracyjny
Obecnie, jednostki miejskie Rion, Paralia, Messatida oraz Vrachnaiika wchodzą w skład kompleksu miejskiego Patry. Wyłączając ścisłe centrum miasta, do głównych dzielnic Patry zalicza się:
| Miasto Patra: - Agyia (północ) - Agia Sofia (północ) - Anthoupoli (północ) - Aroi (wschód) - Begoulaki (południe) - Bozaitika (północ) - Eglykada (wschód) - Gouva (północ) - Ities (południe) - Koukouli (wschód) - Neo Souli (wschód) - Perivola (wschód) - Prosfygika (wschód) - Psarofai (wschód) - Tabachana (wschód) - Zarouchleika (południe) - Zavlani (północ) | Zespół miejski Rion: - Agios Georgios - Agios Vasileio - Aktaio - Ano Kastritsi - Arachovitika - Kato Kastritsi - Psathopyrgos | Zespół miejski Paralia: - Paralia - Mintilogli - Roitika | Zespół miejski Messatida: - Ovrya - Kallithea - Petroto - Saravali | Zespół miejski Vrachneika: - Vrachnaiika - Kaminia - Monodendri - Tsoukalaiika |

## Sport

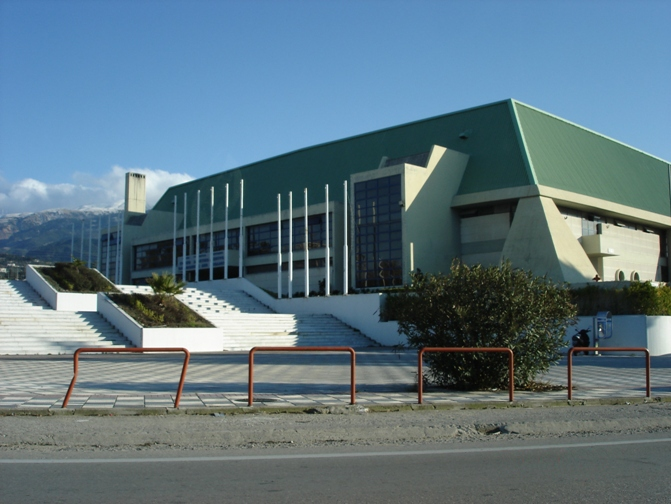
Arena Dimitris Tofalos

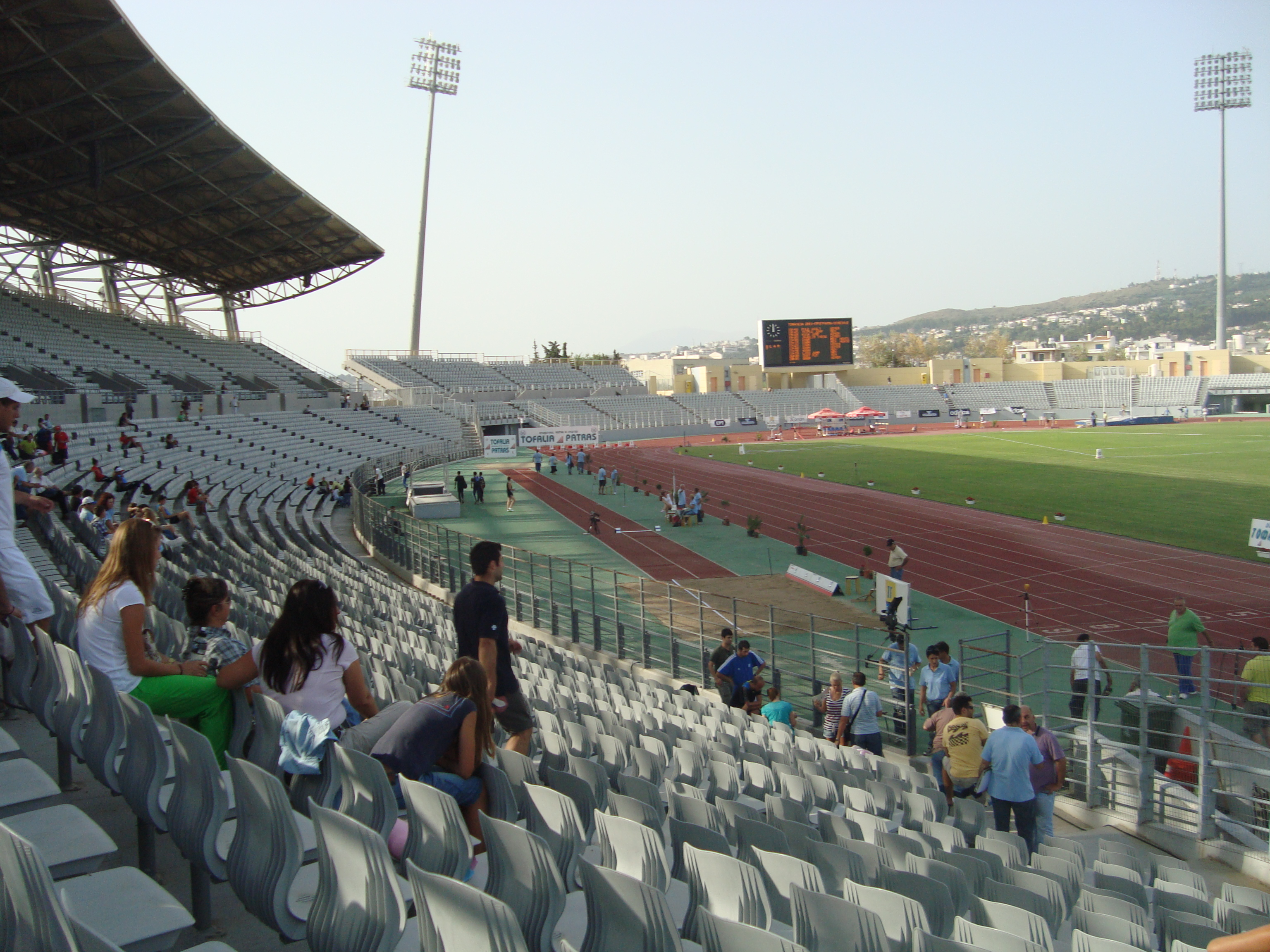
Stadion Pampeloponnisiako

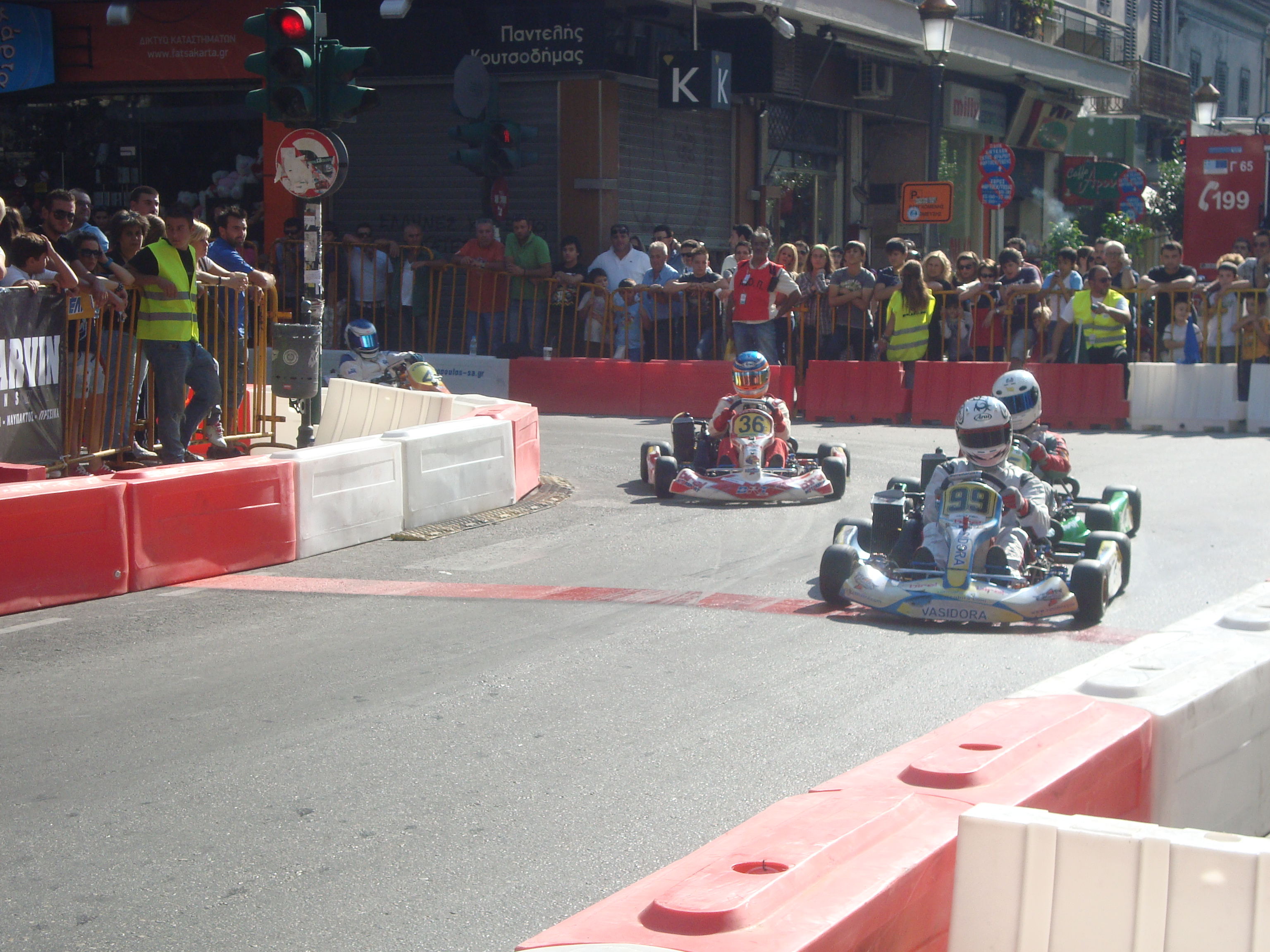
Wyścigi gokartów

W mieście istnieje wiele klubów sportowych, które rozgrywają swoje mecze w najważniejszych sportowych greckich ligach. Panachaiki Gymnastiki Enosi, Apollon Patra, E.A. Patra oraz NO Patra są klubami z najdłuższą historią, specjalizując się kolejno w piłce nożnej, koszykówce, siatkówce, oraz piłce wodnej. W mieście zlokalizowany jest Stadion Narodowy Pampeloponnisiako, który w 2004 roku został poddany przebudowie oraz modernizacji. Od 2009 roku, we wrześniu, w mieście organizowane są wyścigi gokartów.
Patra była w przeszłości miastem gospodarzem kilku międzynarodowych imprez sportowych, takich jak eliminacje Mistrzostw Świata U-19 w Koszykówce Mężczyzn w 1995 roku, Mistrzostwa Europy w Gimnastyce Artystycznej w 1997 roku, Wreslingowe Mistrzostwa Świata w 2001 roku, Mistrzostwa Europy w Koszykówce Kobiet w 2003 roku, Międzynarodowe Igrzyska Dzieci w 2003 roku, faza grupowa turnieju piłki nożnej na Igrzyskach Olimpijskich w 2004 roku, Mistrzostwa Świata w Gimnastyce Artystycznej w 2007 roku, Mistrzostwa Świata Niesłyszących w Piłce Nożnej w 2007 roku oraz Śródziemnomorskie Igrzyska Plażowe w 2019 roku.
| Kluby sportowe      | Kluby sportowe       | Kluby sportowe                                   | Kluby sportowe                 | Kluby sportowe   | Kluby sportowe | Kluby sportowe  | Kluby sportowe            |
| Klub                | Dyscyplina           | Liga                                             | Stadion                        | Lokacja          | Pojemność      | Data utworzenia | Najwyższe miejsce w lidze |
| ------------------- | -------------------- | ------------------------------------------------ | ------------------------------ | ---------------- | -------------- | --------------- | ------------------------- |
| Panachaiki G.E.     | piłka nożna          | Liga Grecka                                      | Stadion Kostas Davourlis       | Agyia            | 11 321         | 1891            | 4 (1973)                  |
| Panachaiki G.E.     | Siatkówka            | Liga Siatkówki                                   | Panachaiki Indoor Arena        | Agyia            | 500            | 1928            | 8 (2016)                  |
| Apollon Patra       | koszykówka           | Greek Basket League                              | Apollon Patras Indoor Hall     | Perivola         | 3,500          | 1926            | 6 (1986)                  |
| E.A. Patras         | siatkówka            | A2 Ethniki Volleyball                            | EAP Indoor Hall                | Agios Dionyssios | 2,200          | 1927            | Mistrzostwo (1938)        |
| NO Patras           | piłka wodna          | A1 Ethniki Water Polo                            | NOP Aquatic Centre             | Akti Dymeon      | 3,000          | 1929            | Mistrzostwo (x 8)         |
| Thyella Patras F.C. | piłka nożna          | Delta Ethniki                                    | Fotis Aravantinos Stadium      | Glafkos          | 3,000          | 1930            | 5 (B Ethniki)             |
| Olympiada Patras    | koszykówka siatkówka | Greek A2 Basketball League A2 Ethniki Volleyball | Olympiada Indoor Hall          | Taraboura        | 2,500          | 1961            | 8 (2002) 10 (2007)        |
| Promitheas Patras   | koszykówka           | Greek Basket League                              | Dimitris Tofalos Arena         | Bozaitika        | 4,500          | 1985            | 2 (2019)                  |
| Ormi Patras         | piłka ręczna         | Greek women's handball championship              | National Indoor Hall           | Koukouli         | 1,000          | 2003            | Mistrzostwo (x 6)         |
| NE Patras           | piłka wodna          | A2 Ethniki A1 Ethniki Women's Water Polo         | Antonis Pepanos Aquatic Centre | Koukouli         | 4,000          | 2006            | 4 (2009) 4 (x 3)          |

## Galeria

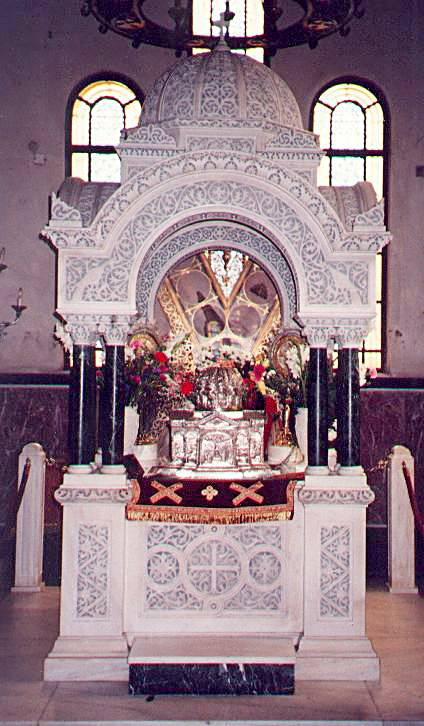
Archikatedra w Patras, relikwie św. Andrzeja
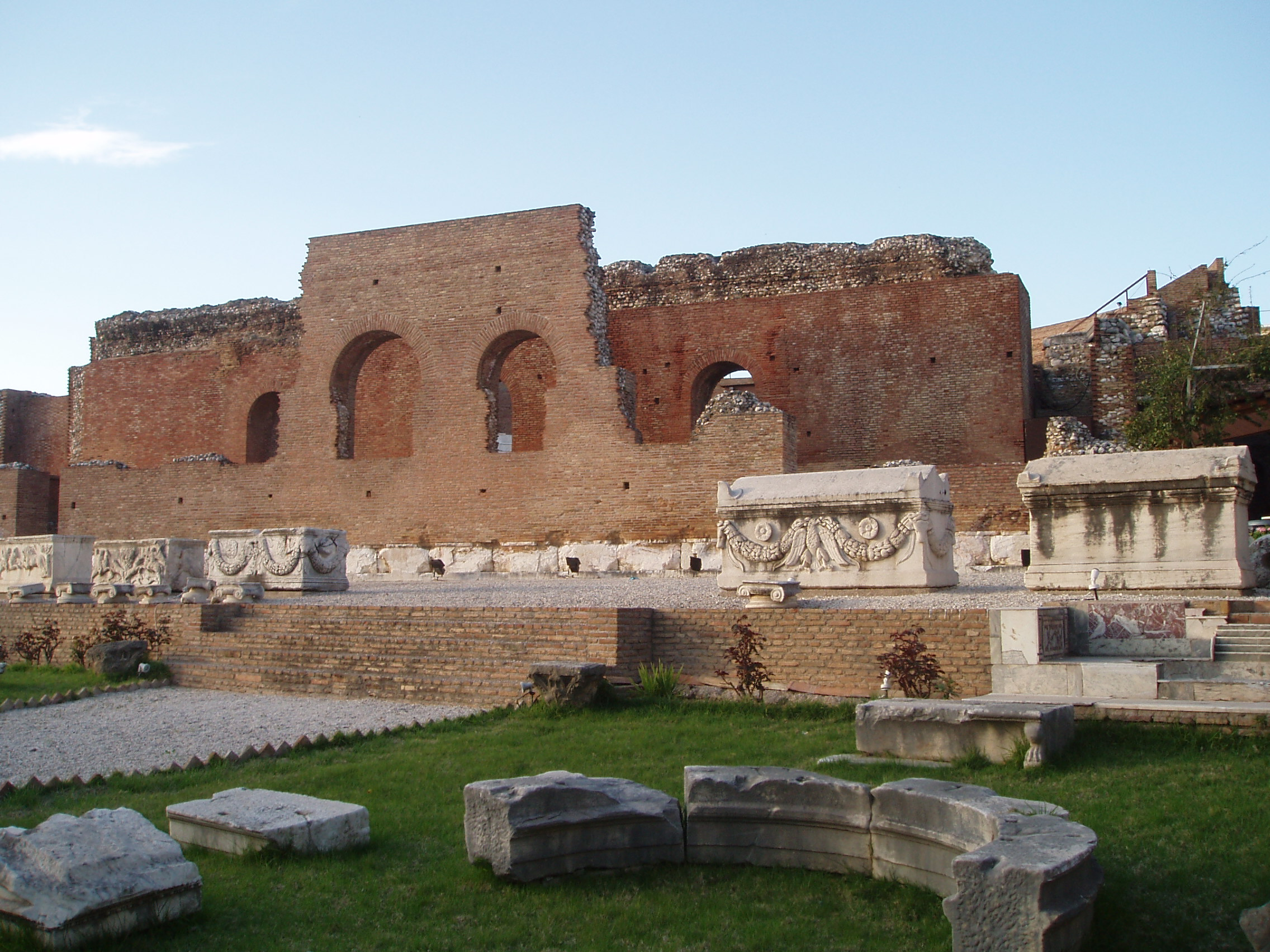
Patras, rzymski odeon
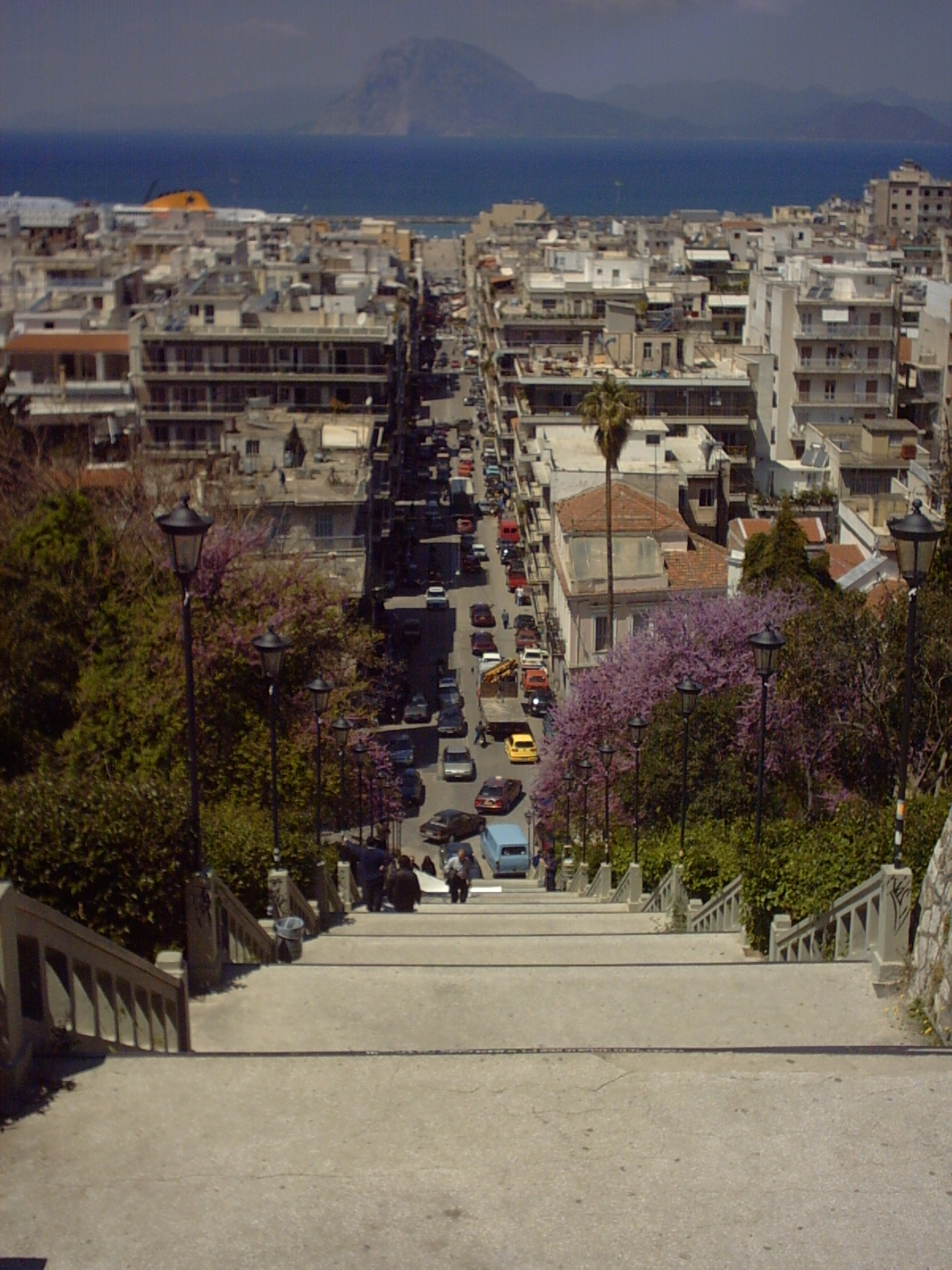
Panorama Patras ze schodów ul. św. Mikołaja
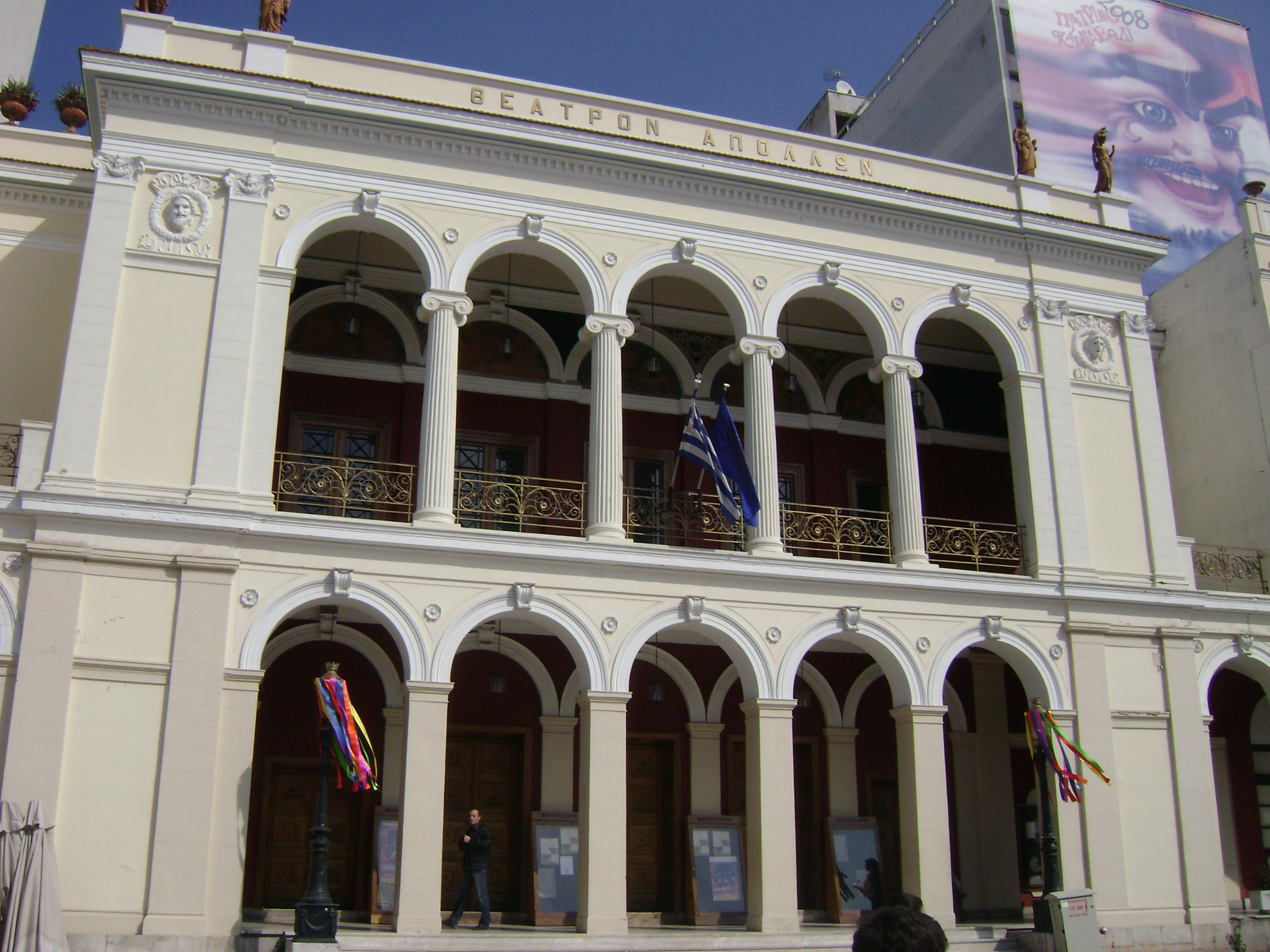
Patras, Teatr Miejski Apollon
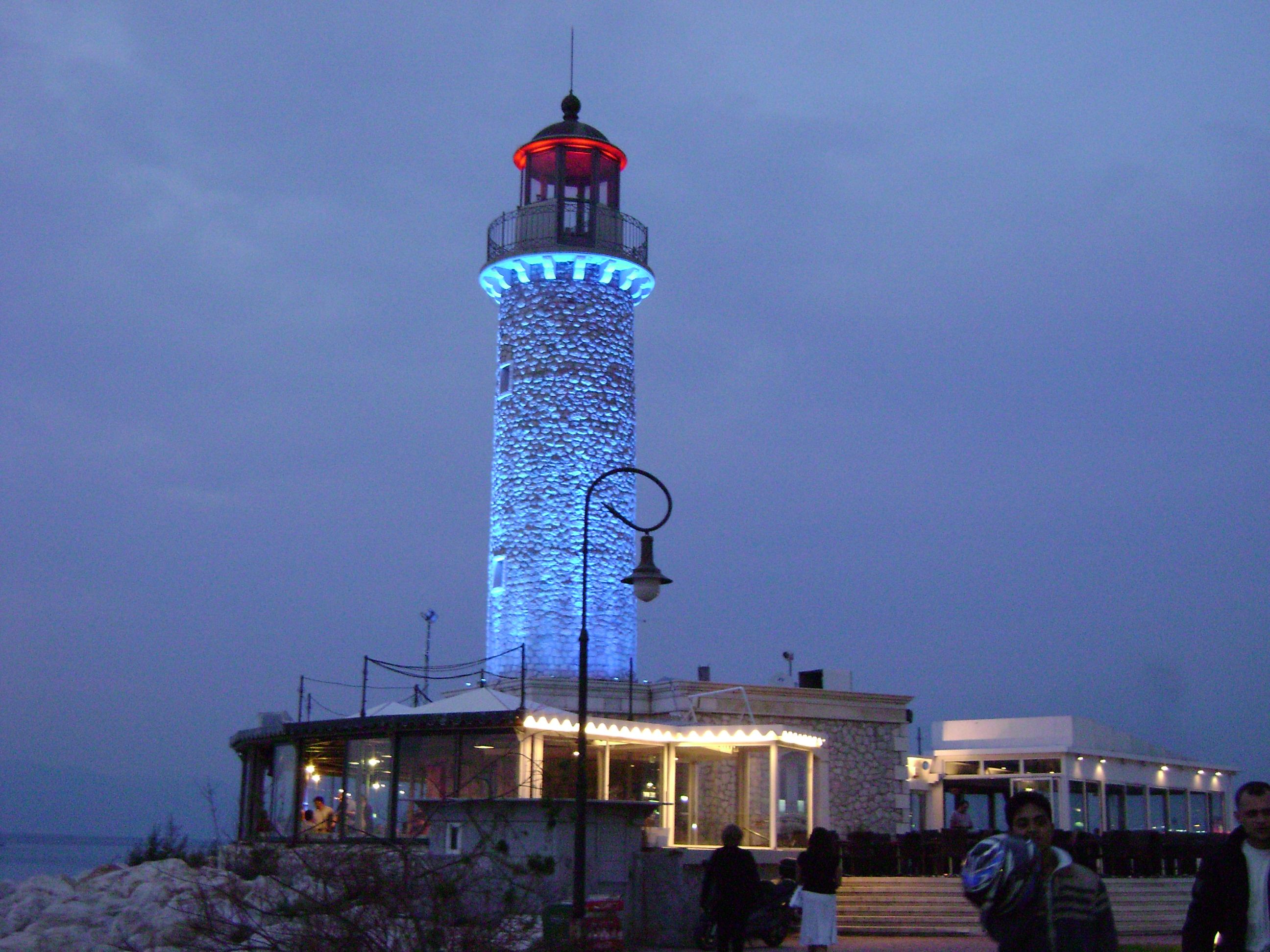
Patras, latarnia morska
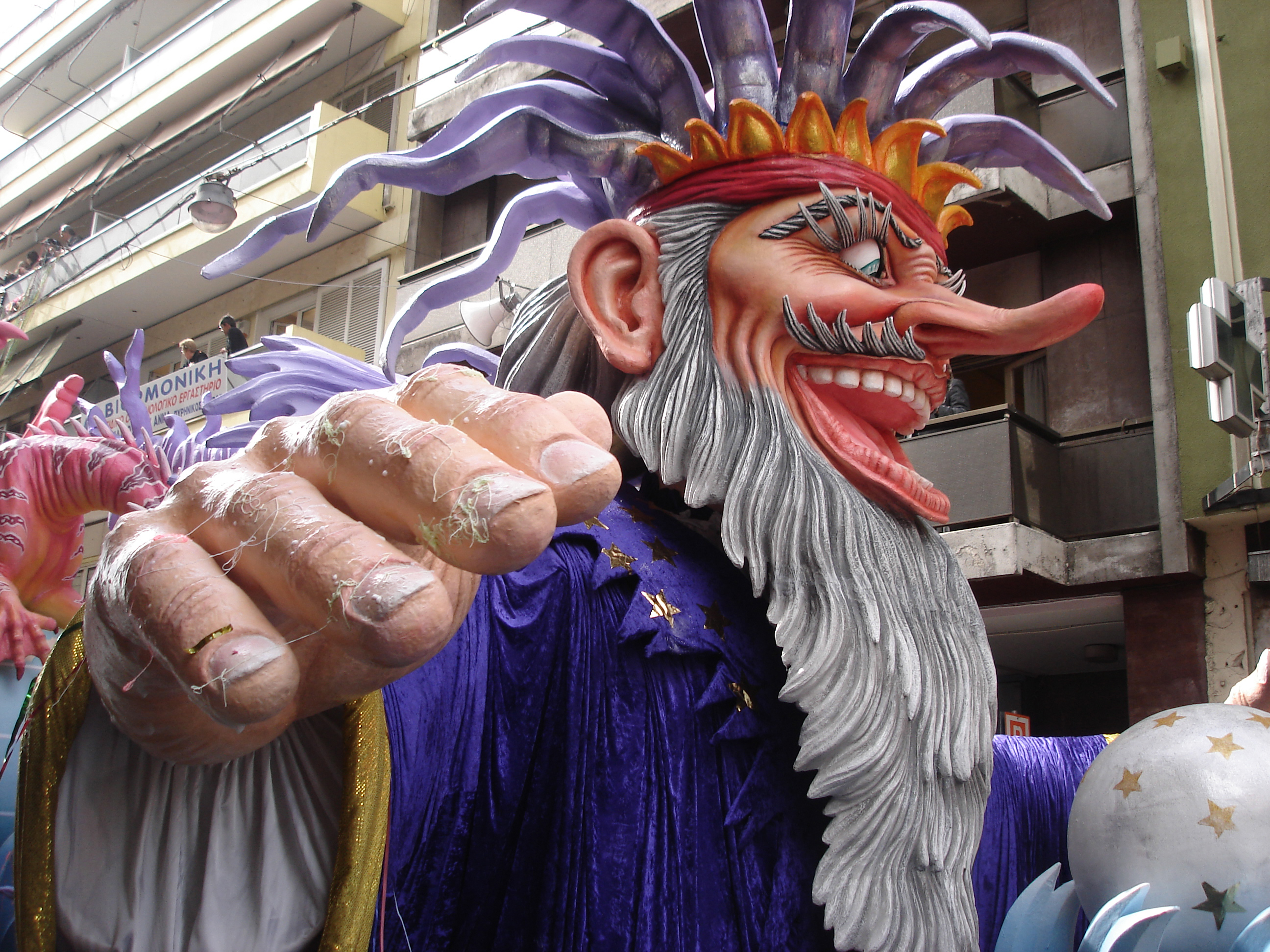
Karnawał w Patras
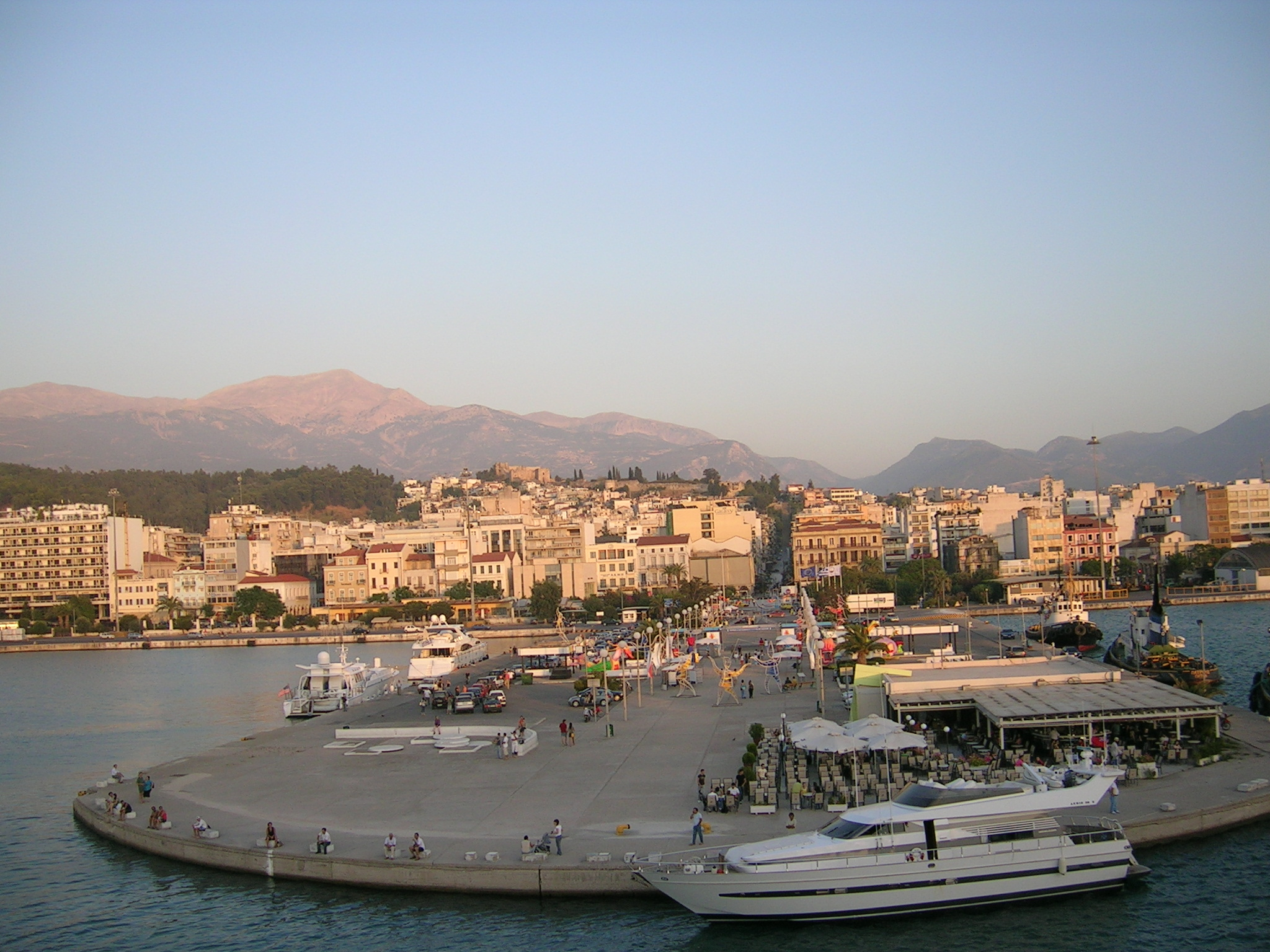
Patras. Molo św. Mikołaja przechodzące w ulicę Aghiou Nikolaou (św. Mikołaja, patrona żeglarzy), nad miastem twierdza akropol, w tle po lewej Masyw Panachajko – – (1926 m n.p.m.)
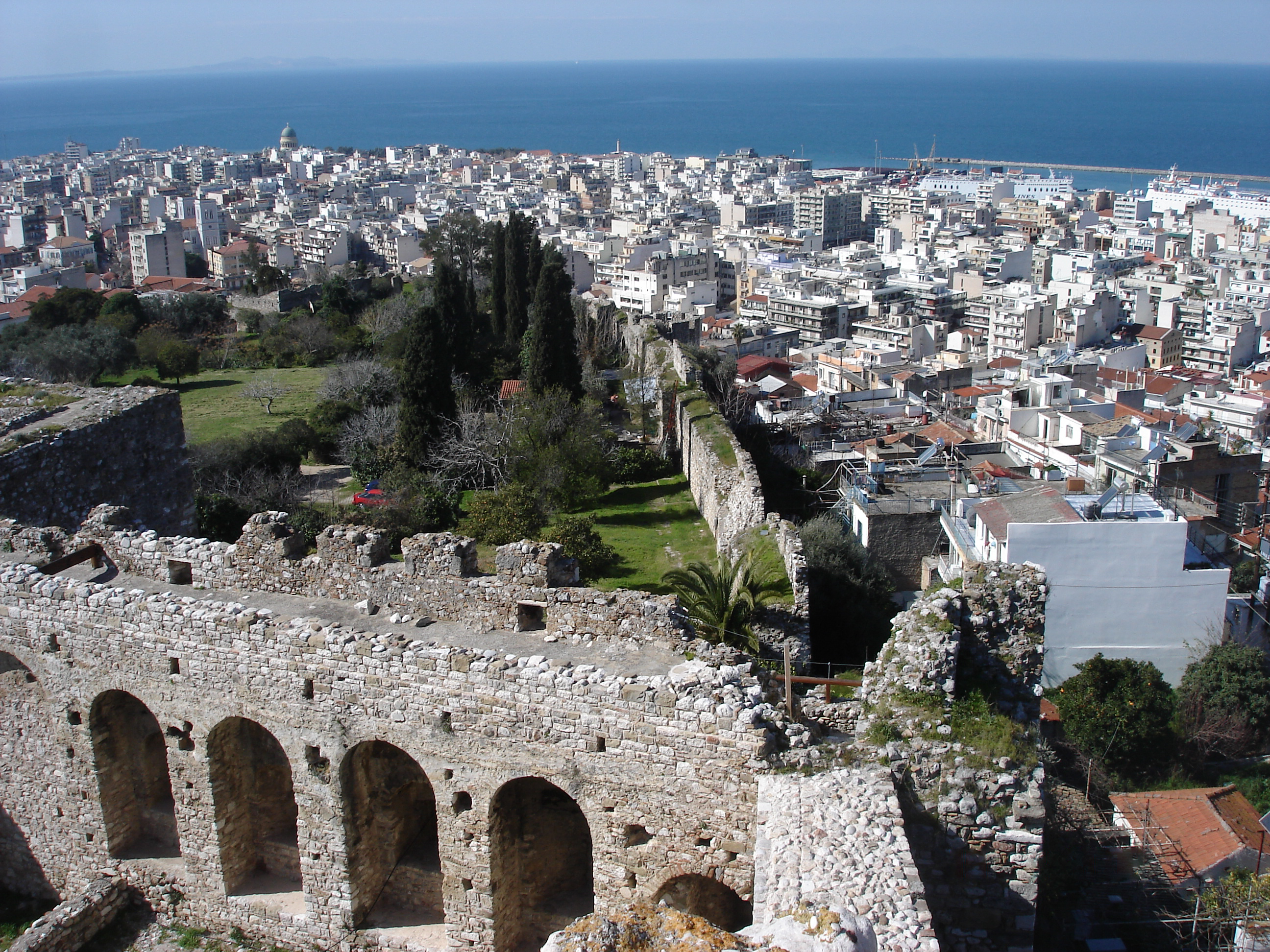
Patras z twierdzy
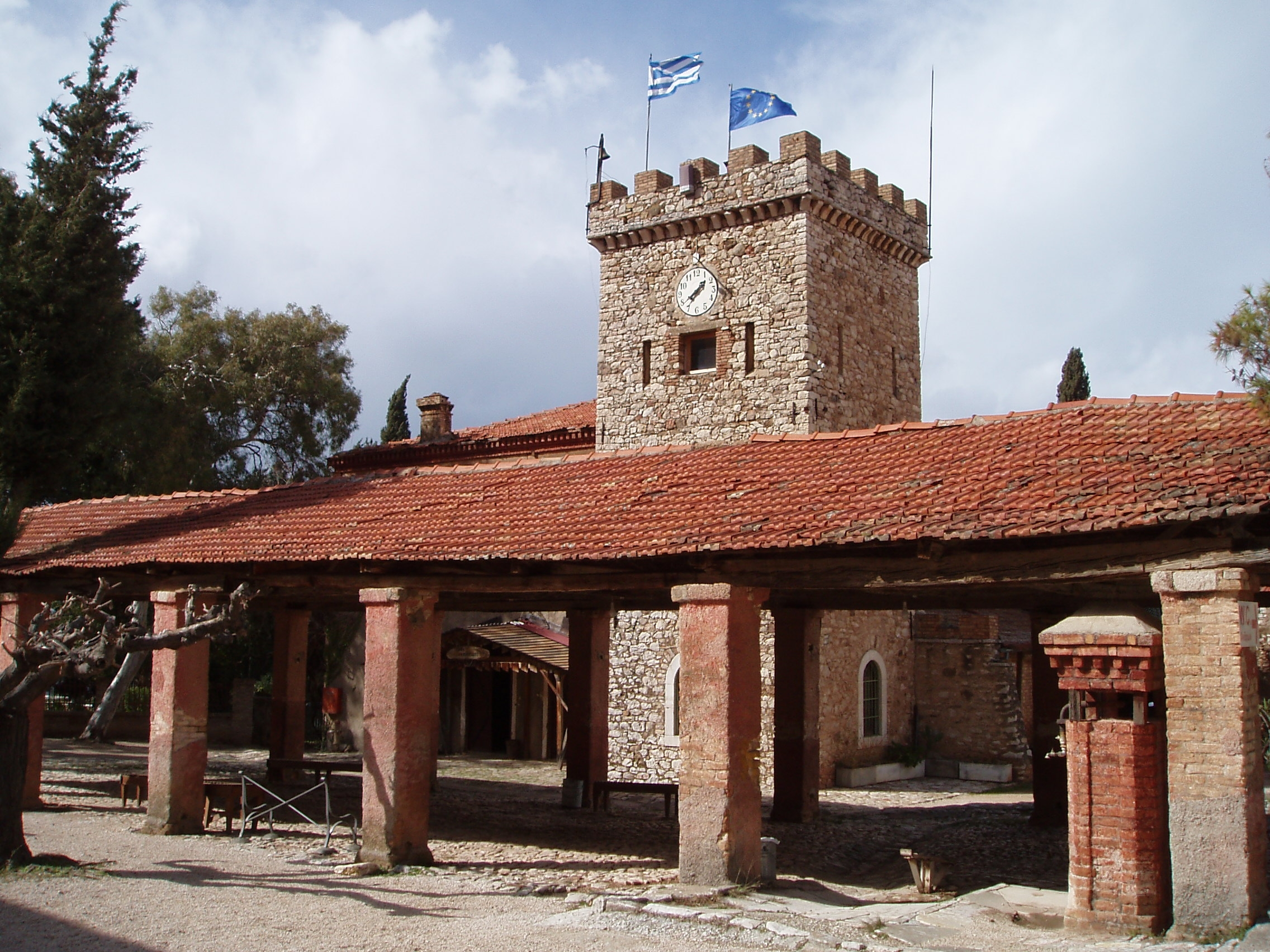
Achaja-Clauss, Piwnica Danielisa
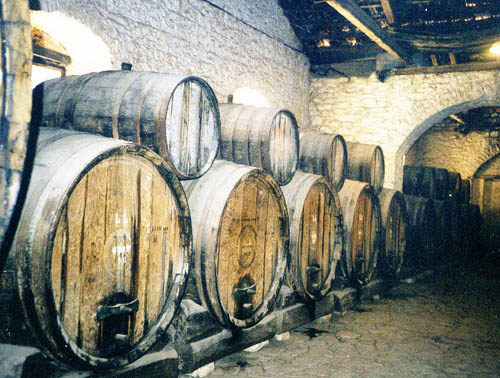
Achaja-Clauss, Piwnica Cesarska, beczki z winem Mawrodafni

## Miasta partnerskie
- Ankona (Włochy)
- Banja Luka (Bośnia i Hercegowina)
- Bari (Włochy)
- Bydgoszcz (Polska)
- Canterbury (Australia)
- Debreczyn (Węgry)
- Famagusta (Cypr)
- Gjirokastra (Albania)
- Kiszyniów (Mołdawia)
- Krajowa (Rumunia)
- Limassol (Cypr)
- Reggio di Calabria (Włochy)
- Saint-Étienne (Francja)
- Brindisi (Włochy)